# Évêque de Blackburn

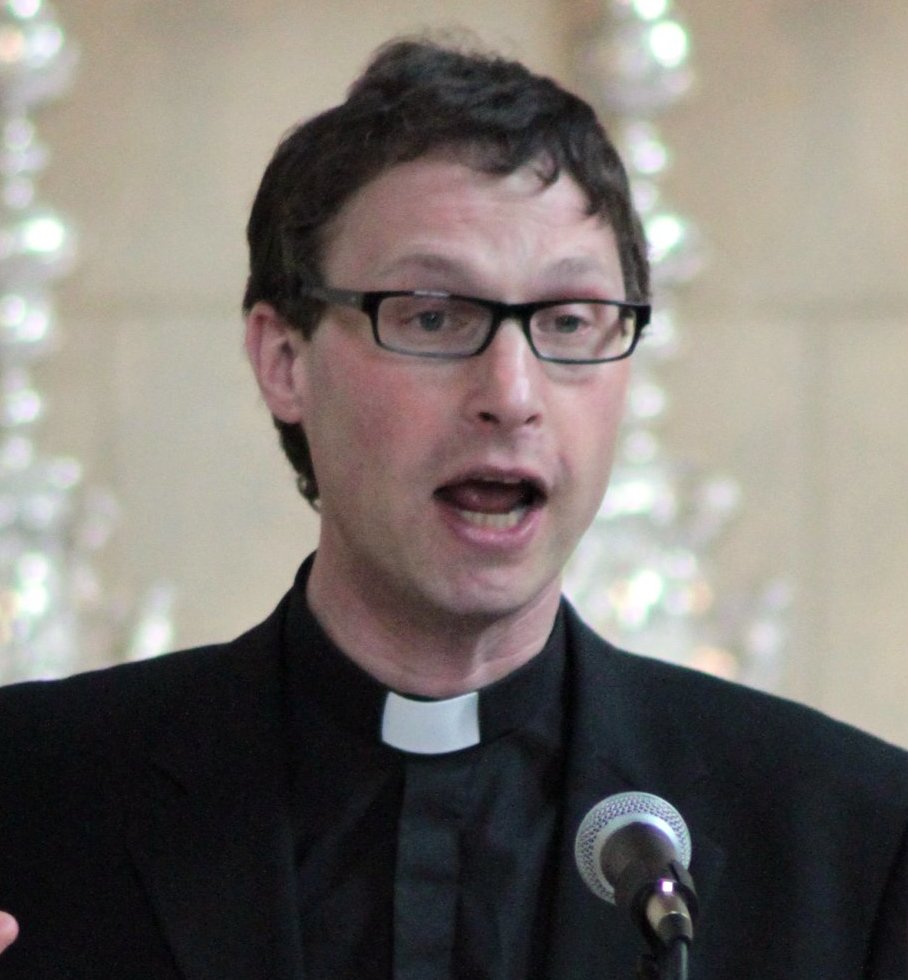
Philip John North CMP est évêque du diocèse de Blackburn depuis avril 2023

L'évêque de Blackburn est à la tête du diocèse anglican de Blackburn. Son siège est la cathédrale de Blackburn. Depuis la création du diocèse en 1926, huit évêques se sont succédé.

## Liste des évêques de Blackburn
- 1927-1942 : Percy Herbert
- 1942-1954 : Wilfred Marcus Askwith (transféré à Gloucester)
- 1954-1960 : Walter Hubert Baddeley
- 1960-1971 : Charles Robert Claxton
- 1972-1981 : Robert Arnold Schürhoff Martineau
- 1982-1989 : David Stewart Cross
- 1989-2003 : Alan Chesters (démissionne)
- 2003-2012 : Nicholas Stewart Reade
- 2013-2022 : Julian Henderson